# مبارك العلوي
مبارك العلوي، لاعب كرة قدم عماني سابق. لعب مع منتخب عمان لكرة القدم.

## كأس الخليج 1976
سجل هدف في مرمى منتخب السعودية لكرة القدم.